# Keyserlingia
Keyserlingia là một chi thực vật có hoa trong họ Đậu.